# 宮田輝の日本縦断 ふるさと
『宮田輝の日本縦断 ふるさと』（みやたてるのにほんじゅうだん ふるさと）は、1975年4月5日から同年12月27日までNET（現:テレビ朝日）系列局で放送された、NETテレビ・星野演出事務所・泉放送制作共同製作のトーク番組を兼ねたバラエティ番組である。司会を務めた宮田輝の冠番組。全36回。放送時間は毎週土曜 20:00 - 20:55 （JST、1975年10月以降は20:54まで）。

## 概要
宮田が北は北海道から南は沖縄県まで日本各地を訪ねていた番組で、その地にまつわる歴史・風俗・習慣・祭りなどを紹介しながら、その土地を代表する人物や出身タレントの話を通じて「ふるさと」を浮き彫りにしていくことをコンセプトにしていた。NHKアナウンサー時代に『ふるさとの歌まつり』の司会者として人気を上げた宮田の、フリー転向後の初の民放出演となった番組である。
同局の土曜20時台は、それまでドラマ、時代劇の他、一時期にはアニメや特撮を放送しておりバラエティ番組は初めてだった。
同時期には、『おくにじまんスター自慢』（関西テレビ）もスタート。NHKでも『ふるさとの歌まつり』の後番組である『お国自慢にしひがし』（総合テレビ）が前年スタートしており「ポストふるさとの歌まつり』の様相を呈していた。
特に当番組と『おくにじまんスター自慢』とは同時期に始まったばかりではなく「ふるさと」をテーマとしたバラエティだったが内容は似て非なるものだった。当番組では出演者とゲストが取り上げられる県に出向いたが『スター自慢』では取り上げられる県に出向いていないこと。当番組では東京都や大阪府から距離を置いた県を最優先にバランスよく取り上げたのに対し『スター自慢』では大阪府からスタートし地方も取り上げたが終盤は東京都や神奈川県などで2～3回取り上げるなど偏りが見られたこと。当番組のゲストは取り上げられる県にこだわらないキャスティングに対し『スター自慢』では取り上げられる県にこだわったキャスティングだった。また『スター自慢』のレギュラー海原千里・万里が当番組の第2回にゲスト出演した。
1975年10月放送分から、歌手・近江俊郎の次女である近江佳世がアシスタントに加わった。近江の起用について番組プロデューサーは「番組に新鮮味を出すため」と述べている。
当番組と『スター自慢』はいずれもすべての都道府県を取り上げられることは出来ず当番組は9か月、『スター自慢』は半年の放送にとどまった。当番組は『8時だョ! 全員集合』（TBS）、当番組と同じ日にスタートした『欽ちゃんのドンとやってみよう』（フジテレビ）、『巨人戦ナイター』（TBSを除く各局）に『スター自慢』も『水曜ロードショー』（日本テレビ）、『特別機動捜査隊』（NET）の厚い壁に阻まれた。
『にしひがし』こそ4年間続いたが2度も放送日時が変わり最後の1年間は、『水戸黄門』（TBS）、『NTV紅白歌のベストテン』（日本テレビ）などに苦戦した。NHKはその後1982年に『ふるさと競演』を月1回のペースで2年間、1986年に『ふるさとの文化祭』を1年目は年4回、2年目は年6回、その後の2年間は特別番組としてそれぞれ総合テレビで放送した。衛星放送が開始されてからは『おーい、ニッポン』（衛星第2テレビ）が1998年からほぼ月1回11年にわたって放送され、1巡目ではすべての都道府県を取り上げた。2巡目も36都道府県取り上げた。同時期には「BS列車・どーも君号が行く」（同）も2000年から1～2か月のペースで2年間放送した。
宮田は、その後テレビの司会から一時離れていたが1977年10月から3か月間『心のうた思い出の歌』（東京12チャンネル）の司会を務めた。この番組は当番組と同じ時間帯に放送された。いわゆるつなぎ番組だったが翌年の『独占生中継 隅田川花火大会』（同）の初代司会を務めるきっかけとなった。同じ1977年からは、『全日本有線放送大賞』（読売テレビ）も司会を1986年まで務めた。
同局の土曜20時台は、1978年の『暴れん坊将軍』開始まで試行錯誤が続いた。また同時間帯がバラエティ番組に戻るのは当番組終了から25年後の2000年に『ほんパラ!関口堂書店』が開始されてからである。

## 出演者
- 宮田輝[1]
- 近江佳世（1975年10月から）

## 訪れた県とゲスト
ゲスト出演参照：『福島民報』1975年4月6日 - 12月28日付朝刊、テレビ欄。
1. 高知県（尾崎紀世彦、岡崎友紀）
2. 京都府（藤圭子、海原千里・万里）
3. 鹿児島県（千昌夫、今陽子、早乙女愛）
4. 山形県（岡本敦郎、小川知子、青い三角定規）
5. 長崎県（内田あかり、青江三奈）
6. 福島県（橋幸夫）
7. 広島県（美川憲一、安倍里葎子）
8. 栃木県（白根一男、日吉ミミ）
9. 香川県（菅原洋一、岡田奈々）
10. 青森県（井沢八郎ほか）
11. 石川県（水原弘）
12. 北海道（マイク真木、渚ゆう子、弘田三枝子）
13. （不明）（益田喜頓、畠山みどり）
14. 福岡県（レツゴー三匹、安西マリア、村田英雄）
15. 千葉県（佐良直美、あべ静江）
16. 新潟県（ぴんから兄弟）
17. 富山県（二瓶正也、黛ジュン）
18. 宮城県（多々良純、いしだあゆみ）
19. 鳥取県（イーデス・ハンソン、三條正人）
20. 群馬県（団しん也）
21. 北海道（はしだのりひこ、三善英史、いけだももこ）
22. 徳島県（加茂さくら）
23. 三重県（春日八郎、西崎みどり）
24. 山口県（デューク・エイセス、森山良子）
25. 秋田県（片平なぎさ、レツゴー三匹）
26. 宮崎県（かしまし娘）
27. 岩手県（ボニー・ジャックス、小坂明子、佳川ヨコ）
28. 長野県（東八郎、小島三児）
29. 山梨県（Wけんじ）
30. 静岡県（砂塚秀夫）
31. 愛知県（杉良太郎）
32. 和歌山県（葵テルヨシ、コント・ラッキー7）
33. 岐阜県（伊東ゆかり、キャッシー）
34. 福井県（野路由紀子、柳家かゑる）
35. 佐賀県（青木光一、水森亜土、三笑亭夢八）
36. 熊本県（水前寺清子、初代林家木久蔵、笠智衆）

## 休止
- 5月17日の放送はプロボクシング中継「モハメッド・アリ×ロン・ライル」（19:30 - 20:55）の影響で、19:30の『秘密戦隊ゴレンジャー』（朝日放送は『部長刑事』、以下同じ）とともに休止。
- 7月19日の放送は『オールスターゲーム・第1戦』中継（18:00 - 20:55）の影響で、18:00枠の『もーれつア太郎』（第1作目の再放送）、19:00の『はじめ人間ギャートルズ』（朝日放送製作）、19:30の『ゴレンジャー』とともに休止（18:30のニュースは1時間繰り上げ）。
- 9月27日の放送はプロ野球中継（19:30 - 20:55）の影響で、『ゴレンジャー』とともに休止。

## 放送局
★ - 同時ネット（土曜 20:00 - 20:54）の局
- ★NET（制作局）
- ★北海道テレビ[7]
- 青森放送：土曜 12:00 - 12:55[8]
- テレビ岩手：土曜 12:00 - 12:55[9]
- 秋田放送：土曜 16:55 - 17:50[10]
- 山形放送：土曜 14:00 - 14:55[9]
- 宮城テレビ：日曜 16:30 - 17:25（1975年9月まで）[11]
  - ★東日本放送：土曜 20:00 - 20:54 （1975年10月開局から）[12]
- 福島中央テレビ：日曜 16:30 - 17:25[13]
- ★新潟総合テレビ[14]
- 信越放送：土曜 14:55 - 15:50[15]
- 北日本放送：土曜 14:00 - 14:55[16]
- 北陸放送：土曜 12:00 - 12:55[16]
- 福井放送：土曜 14:00 - 14:55[16]
- 静岡放送：月曜 16:00 - 16:55[17]

- ★名古屋テレビ
- ★朝日放送
- 山陰放送：土曜 12:00 - 12:55[18]
- テレビ岡山：金曜 16:00 - 16:55（当時は岡山県のみの県域局）[19]
- ★広島ホームテレビ[19]
- 山口放送：土曜 16:30 - 17:25[20]
- ★瀬戸内海放送（当時は香川県のみの県域局）[19]
- 南海放送
- 高知放送：土曜 17:00 - 17:55[21]
- ★九州朝日放送[20]
- テレビ熊本：日曜 10:00 - 10:55[22]
- ★テレビ大分
- テレビ宮崎：土曜 16:55 - 17:50[23]
- 鹿児島テレビ：日曜 16:30 - 17:25[23]
- 琉球放送：日曜 16:30 - 17:25[24]

## 補足
- 放送第1回目では、かつて裏番組『8時だョ!全員集合』（TBS系列）に出演していた巨大な着ぐるみ・ジャンボマックスが登場した。